# Messier 73
A Messier 73 (M73, NGC 6994) egy négy csillagból álló csillagalakzat a Vízöntő csillagképben.

## Felfedezése
Az M73-at Charles Messier francia csillagász fedezte fel, majd katalogizálta 1780. október 4-én. Messier eredetileg egy három vagy négy csillagból álló nyílthalmazként jellemezte, amely első látásra egy ködre hasonlít; valószínűleg katalógusába is ezért került be az objektum.

## Tudományos adatok
Az M73-ról még ma sem lehet bizonyossággal eldönteni, hogy egy csillaghalmazról, vagy csak néhány csillag véletlen együttállásáról van szó. A legfrissebb, 2002-es kutatások, melyeket Odenkirchen és Soubiran végzett, ez utóbbit valószínűsítik.

## Megfigyelési lehetőség
Az M73 az Aquarius csillagkép nyugati részén található, az M72 halmaztól 1,5 fokra nyugatra és egy kissé északra.

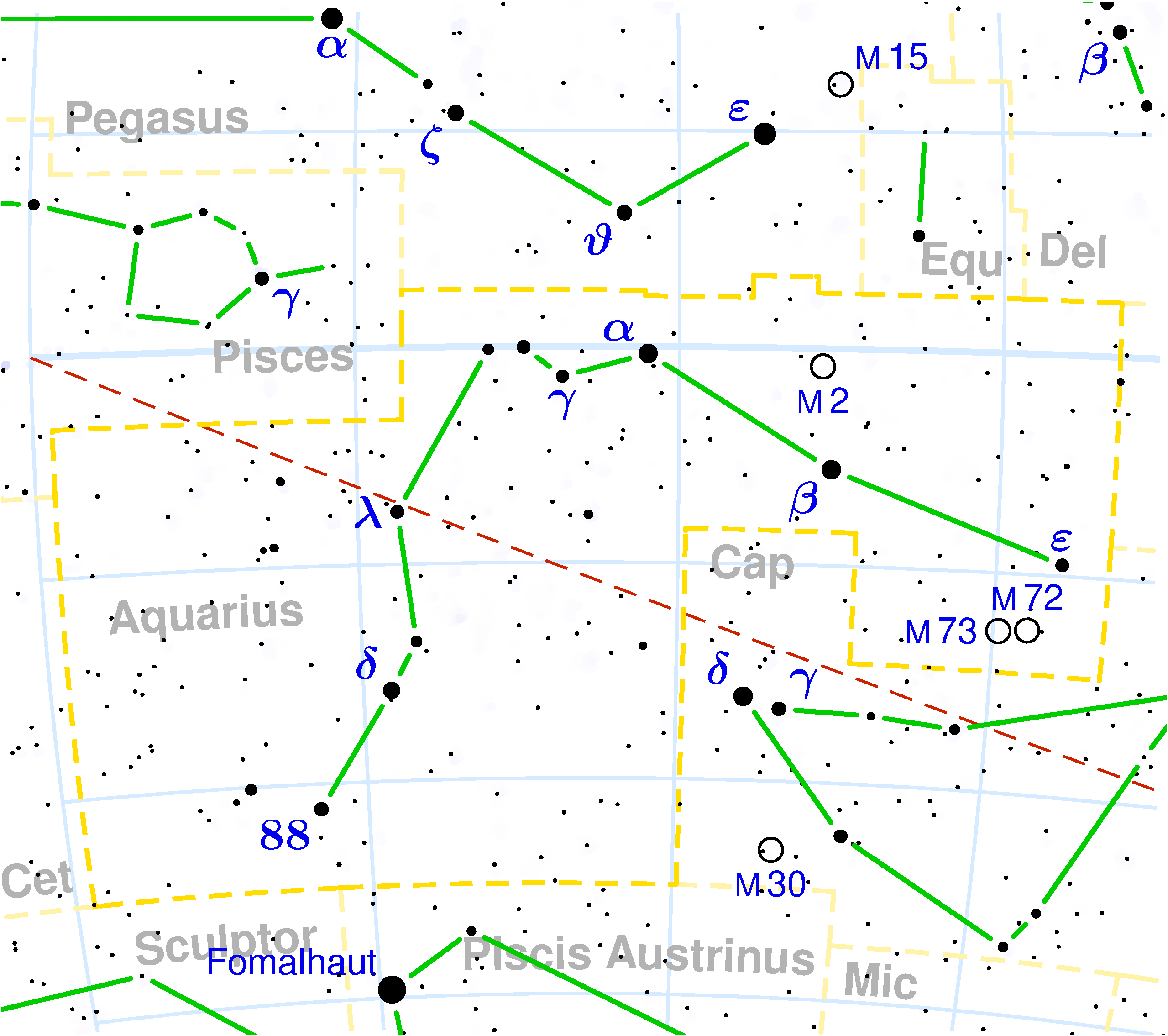
Az Aquarius csillagkép